# Reslizumab
Reslizumab là một kháng thể đơn dòng được nhân hóa chống lại interleukin-5 của người (IL-5). Reslizumab liên kết cụ thể với IL-5, một cytokine chính chịu trách nhiệm phân biệt, trưởng thành, tuyển dụng và kích hoạt bạch cầu ái toan ở người. Bằng cách liên kết với IL-5 của con người, nó ngăn chặn chức năng sinh học của nó; do đó sự sống sót và hoạt động của bạch cầu ái toan giảm. Lợi ích của reslizumab là khả năng làm giảm tỷ lệ trầm trọng và cải thiện chức năng phổi và chất lượng cuộc sống liên quan đến hen ở bệnh nhân hen suyễn bạch cầu ái toan nặng (với số lượng bạch cầu ái toan trong máu ≥ 400 tế bào/μL) và ít nhất một lần bị hen suyễn trước đó. Năm ngoái, năm trước. Các tác dụng phụ phổ biến nhất là tăng creatine phosphokinase trong máu, đau cơ và phản ứng phản vệ.
Các FDA reslizumab đã được phê duyệt (tên thương mại của Mỹ Cinqair) để sử dụng với các loại thuốc hen suyễn khác để điều trị duy trì hen suyễn nghiêm trọng ở những bệnh nhân tuổi từ 18 tuổi trở lên trên 23 Tháng ba năm 2016. Cinqair được chấp thuận cho những bệnh nhân có tiền sử bị hen suyễn nặng (đợt trầm trọng) mặc dù đã nhận được các loại thuốc hen hiện tại.
Cơ quan Dược phẩm Châu Âu đề nghị cấp giấy phép tiếp thị cho reslizumab (tên thương mại EU là Cinqaero) nhằm mục đích điều trị bổ sung ở bệnh nhân trưởng thành mắc bệnh hen suyễn bạch cầu ái toan nặng vào ngày 23 tháng 6 năm 2016.
Reslizumab được cung cấp dưới dạng dung dịch làm lạnh, vô trùng, sử dụng một lần, không chất bảo quản để truyền tĩnh mạch. Dung dịch reslizumab là một chất lỏng hơi đục/trắng đục, hơi vàng và được cung cấp là 100   mg trong lọ thủy tinh 10 ml. Mỗi lọ reslizumab sử dụng một lần được tạo thành 10   mg/mL reslizumab trong dung dịch nước chứa 2,45   mg/mL natri acetate trihydrat, 0,12   mg/mL axit axetic băng và 70   mg/mL sucrose, với độ pH 5,5.

## Sử dụng trong y tế

### Hen suyễn bạch cầu ái toan
Reslizumab lần đầu tiên được sử dụng cho bệnh hen suyễn bạch cầu ái toan vào năm 2008. Trong một thử nghiệm lâm sàng giai đoạn II, 106 bệnh nhân, các nhà nghiên cứu cho thấy reslizumab có hiệu quả trong việc làm giảm bạch cầu ái toan đờm. Hơn nữa, những bệnh nhân sử dụng reslizumab cho thấy sự cải thiện chức năng đường thở, và xu hướng chung là kiểm soát hen tốt hơn so với những người dùng giả dược được quan sát. Một thử nghiệm lâm sàng giai đoạn III lớn, 981 bệnh nhân cho thấy reslizumab có hiệu quả trong việc cải thiện chức năng phổi, kiểm soát hen suyễn và chất lượng cuộc sống so với giả dược. Những kết quả này đã dẫn đến sự chấp thuận của FDA trong điều trị duy trì bệnh hen suyễn nặng ở bệnh nhân từ 18 tuổi trở lên, với kiểu hình bạch cầu ái toan vào ngày 23 tháng 3 năm 2016.

## Tác dụng phụ
Các tác dụng phụ thường gặp bao gồm:
- đau vòm họng

Tác dụng phụ ít phổ biến hơn bao gồm:
- Đau cơ xương khớp
- đau cổ
- co thắt cơ bắp
- đau cực
- mỏi cơ bắp
- sốc phản vệ
- ác tính

Tác dụng phụ phổ biến nhất của reslizumab là đau vòm họng (miệng và cổ họng). Theo dữ liệu thử nghiệm lâm sàng giai đoạn III, đau vòm họng xảy ra ở ≥2% số người cùng với tăng creatine phosphokinase (CPK) ban đầu, thường gặp ở bệnh nhân điều trị bằng reslizumab so với giả dược. Đau cơ cũng được báo cáo nhiều hơn ở những bệnh nhân trong reslizumab 3   nhóm mg/kg so với nhóm giả dược cũng như một số phản ứng bất lợi về cơ xương khớp. Cuối cùng, một số phản ứng bất lợi nghiêm trọng xảy ra ở những đối tượng được điều trị bằng reslizumab nhưng không phải ở những người được điều trị bằng giả dược bao gồm sốc phản vệ và bệnh ác tính.

## Dược lý

### Cơ chế hoạt động
Reslizumab là một kháng thể đơn dòng đối kháng interleukin-5. IL-5 là cytokine chính chịu trách nhiệm cho sự tăng trưởng và sự khác biệt, tuyển dụng, kích hoạt và tồn tại của bạch cầu ái toan. Bạch cầu ái toan đóng một vai trò trong trung gian của viêm trong đường thở. Hen suyễn bạch cầu ái toan là một kiểu hình của hen suyễn được đặc trưng bởi sự hiện diện cao hơn bình thường của bạch cầu ái toan trong phổi và đờm. Nó đã được chứng minh rằng số lượng bạch cầu ái toan trong máu và dịch phế quản có thể tương quan với mức độ nghiêm trọng của bệnh hen suyễn. Reslizumab liên kết với IL-5 với hằng số phân ly 81 pM và ức chế tín hiệu IL-5, làm giảm sản xuất và tồn tại của bạch cầu ái toan. Tuy nhiên, cơ chế hoạt động của reslizumab trong hen chưa được xác định rõ ràng.

### Dược lực học
Giảm số lượng bạch cầu ái toan trong máu đã được quan sát sau liều reslizumab đầu tiên và duy trì trong suốt 52 tuần điều trị. Trong các thử nghiệm lâm sàng giai đoạn III, số lượng bạch cầu ái toan trung bình là 696 tế bào/µL (n = 245) và 624 tế bào/TiêuL (n = 244) tại đường cơ sở. Sau 52 tuần điều trị reslizumab, các tế bào bạch cầu ái toan đã được đếm và được báo cáo là 55 tế bào/µL(giảm 92%, n = 212) và 496 tế bào/PhaL (giảm 21%, n = 212) cho các nhóm điều trị bằng reslizumab và giả dược, tương ứng. Hơn nữa, số lượng bạch cầu ái toan quay trở lại đường cơ sở ở những bệnh nhân được điều trị bằng reslizumab đã hoàn thành đánh giá theo dõi (n = 35, 480 tế bào/µL), khoảng 120 ngày sau liều reslizumab cuối cùng. Do đó, việc giảm bạch cầu ái toan trong máu có liên quan đến nồng độ huyết thanh reslizumab.

### Dược động học
Các đặc tính dược động học của reslizumab tương tự nhau ở trẻ em và người lớn. Nồng độ đỉnh trong huyết thanh được quan sát thấy ở cuối truyền và giảm theo cách hai pha. Tỷ lệ tích lũy trung bình quan sát được của reslizumab sau nhiều liều dùng dao động từ 1,5 đến 1,9 lần. Reslizumab có thể tích phân phối khoảng 5 L, độ thanh thải khoảng 7 mL/giờ và thời gian bán hủy khoảng 24 ngày. Reslizumab bị phân giải bởi sự phân giải enzyme thành các peptide và amino acid nhỏ, cũng như các kháng thể đơn dòng khác.

## Lịch sử
Reslizumab ban đầu được phát triển bởi Chuan-Chu Chou tại Schering-Plough và trước đây được gọi là SCH-55700. Năm 1993, Chou và nhóm của ông tại Schering-Plough đã được cấp bằng sáng chế cho thiết kế, nhân bản và biểu hiện của thuốc reslizumab. Cape Therapeutics mua lại thuốc và tiếp tục phát triển dưới tên CTx55700. Vào năm 2010, Cece Therapeutics đã được Cephalon mua lại với giá 250 triệu đô la và loại thuốc này tiếp tục được phát triển với tên mã CEP-38072. Năm 2011, Công ty Dược phẩm Teva mua lại Cephalon với giá 6,8 tỷ USD và tiếp tục phát triển reslizumab.